# Ana Cabaleiro
Ana Cabaleiro López (Saídres, Silleda, 1974) es una periodista y escritora española en gallego.

## Trayectoria
Licenciada en Periodismo por la Universidad de Santiago de Compostela, cursó el máster de Estudios Teóricos y Comparados de Literatura y Cultura. Colabora en Sermos Galiza y en el Boletín Galego de Literatura.
En febrero de 2017 publicó su primer libro, Sapos e sereas, en la editorial Galaxia, con el que quiere llamar la atención sobre lo absurdo de los estereotipos de género a través de relatos puestos en femenino y dirigidos a una hipotética lectora en los que pone en cuestión cómo se ha contado la historia de la mujer.
En 2018 ganó el Premio García Barros con la novela As Ramonas.

## Obras
- Sapos e sereas (2017), Ed. Galaxia, ISBN 978-84-9151-035-2.[6]
- As Ramonas (2018), Ed. Galaxia, ISBN 978-84-9151-204-2.[7]